# غودة كهريز
غودة كهريز (بالإنجليزية: Gowdah Kahriz)‏ هي قرية تقع في أردبيل في إيران. يقدر عدد سكانها بـ 342 نسمة بحسب إحصاء 2016.